# Eucoelium
Eucoelium is een geslacht uit de familie Polycitoridae en de orde Phlebobranchia uit de klasse der zakpijpen (Ascidiacea).

## Soorten
- Eucoelium coronarium (Monniot F., 1988)
- Eucoelium hospitiolum Savigny, 1816
- Eucoelium mariae (Michaelsen, 1924)
- Eucoelium orientalis (Kott, 1990)
- Eucoelium pallidus (Millar, 1962)
- Eucoelium peresi (Plante & Vasseur, 1966)
- Eucoelium setoensis (Nishikawa, 1980)
- Eucoelium stelliferum (Monniot F. & Monniot C., 2001)

Niet geaccepteerde soorten:
- Eucoelium coronaria (Monniot F., 1988) → Eucoelium coronarium (Monniot F., 1988)
- Eucoelium erubensis Gould, 1852 → Leptoclinides dubius (Sluiter, 1909)
- Eucoelium pallida (Millar, 1962) → Eucoelium pallidus (Millar, 1962)